# هنري غرينواي
هنري غرينواي (بالإنجليزية: Henry Greenway)‏ هو مهندس أمريكي، (و. 1833  م).